# Целестинув (гміна)
Гміна Целестинув (пол. Gmina Celestynów) — сільська гміна у центральній Польщі. Належить до Отвоцького повіту Мазовецького воєводства.
Станом на 31 грудня 2011 у гміні проживало 11441 особа.

## Площа
Згідно з даними за 2007 рік площа гміни становила 88.92 км², у тому числі:
- орні землі: 36.00%
- ліси: 53.00%

Таким чином, площа гміни становить 14.46% площі повіту.

## Населення
Станом на 31 грудня 2011:
| Опис     | Загалом | Загалом | Чоловіки | Чоловіки | Жінки | Жінки |
| -------- | ------- | ------- | -------- | -------- | ----- | ----- |
| одиниця  | осіб    | %       | осіб     | %        | осіб  | %     |
| все      | 11441   | 100     | 5578     | 48.75    | 5863  | 51.25 |
| міське   | 0       | 100     | 0        |          | 0     |       |
| сільське | 11441   | 100     | 5578     | 48.75    | 5863  | 51.25 |

## Сусідні гміни
Гміна Целестинув межує з такими гмінами: Вйонзовна, Карчев, Колбель, Осецьк, Отвоцьк, Собене-Єзьори.